# 20528 Kyleyawn
20528 Kyleyawn è un asteroide della fascia principale. Scoperto nel 1999, presenta un'orbita caratterizzata da un semiasse maggiore pari a 2,9349475 UA e da un'eccentricità di 0,0885416, inclinata di 1,18590° rispetto all'eclittica.